# Stephen Gately
Stephen Patrick David Gately (Dublin, 17 de março de 1976 — Mallorca, 10 de outubro de 2009) foi um cantor irlandês, compositor e ator, mais conhecido por ser o vocalista da boy band Boyzone. Homossexual assumido, era casado com Andrew Cowles desde 2006. Foi encontrado morto em seu apartamento em 10 de outubro de 2009, em Mallorca, Espanha, vítima de uma embolia pulmonar causada por uma condição cardíaca preexistente não diagnosticada.

## Discografia

### Carreira solo
- New Beginning ( Universal Music , 2000 ), álbum
  - "New Beginning" / "Bright Eyes" (2000), single
  - "I Believe" [tema do filme de Billy Elliot ] (2000), single
  - "Stay" (2001), single
- Billy Elliot - Música da trilha sonora do cinema original (Interscope Records , 2000), trilha sonora
- ABBAMania - Tribute to ABBA (Polygram UK , 2000), compilação
  - "Filhos do Amanhã" [feat. Claire Buckfield] (Sony BMG , 2007), solteiro

### Colaborações
- Ronan Keating - "Winter Songs" (2009)